# 憲法の「空語」を充たすために
『憲法の「空語」を充たすために』（けんぽうのくうごをみたすために）は、内田樹の憲法論。
2014年8月15日、かもがわ出版より刊行された。装丁は上野かおる。本書のまえがきは、著者のブログでも読むことができる。
同年5月3日、神戸大学名誉教授の和田進が主催する兵庫県憲法会議は神戸芸術センターで「神戸憲法集会」と題する集会を行う。本書は、同集会で内田が行った講演に加筆したものである。

## 関連事項
- 「おじさん」的思考
- 9条どうでしょう
- 街場の戦争論